# Сульфенамид Ц
Сульфенамид Ц (N-Циклогексилбензотиазосульфенамид-2)
C13H16N2S2, М.м. = 264,4095

## Свойства
Порошок от кремового до светло-зеленого цвета; т. пл. 103°С, т. разл. 130 °C. Растворим в бензоле, этилацетате, не растворим в воде.
Номер CAS 95-33-0

## Применение
Широко применяемый ускоритель вулканизации замедленного действия резиновых смесей, на основе натурального и синтетических каучуков диенового типа, бутилкаучука и полихлоропреновых. Активен при 135°С и выше. Применяется самостоятельно или в смеси с другими ускорителями, в частности тиурамами, в «эффективных» и «полуэффективных» системах вулканизации. Обеспечивает высокую стойкость резиновых смесей к скорчингу и быстрое достижение оптимума вулканизации. Дает вулканизаты с высоким значением разрушающего напряжения при растяжении и хорошей стойкостью к старению. Вызывает слабое окрашивание светлых смесей.
Находит широкое применение в производстве шин, труб, резинотехнических изделий, обуви, кабельной изоляции.
Модификатор резиновых смесей, на основе натурального и синтетических каучуков (изопреновых, бутадиен-стирольных, хлоропреновых), а также синтетических каучуков, содержащих амидные и альдегидные группы.
Применяется в шинной промышленности и промышленности резинотехнических изделий. Повышает устойчивость вулканизатов к различным видам деформаций и прочность связи в резинокордных системах как в статических, так и в динамических условиях, значительно снижает ползучесть вулканизатов.